# Tribal Seeds
Tribal Seeds – amerykański zespół założony w San Diego grający muzykę reggae.

## Historia zespołu
W roku 2005 nagrali album Youth Rebellion.
12 lutego 2008 roku wydali imienną płytę.
Trzeci album grupy The Harvest ujrzał światło dzienne w 2009 roku. Gościnny udział na płycie wzięli artyści tacy jak Sonny Sandoval (P.O.D.), Whiteboy John, Dready i Whiteboy John.

## Dyskografia
- Youth Rebellion (2005)
- Tribal Seeds (12 lutego 2008)
- The Harvest (2009)